# منطقة بوبال
بوبال رمزها «BP» (بالإنجليزية: Bhopal)‏ ، هو تقسيم إداري لدولة الهند تتبع ولاية مدية برديش (بالإنجليزية: Madhya  Pradesh)‏ ، مركزها هو مدينة بوبال (بالإنجليزية: Bhopal)‏ عدد سكانها حسب تعداد سنة 2001 هو 1,836,784 ، مساحتها 2,772 كم² وكثافة السكان 663 لكل كم² .